# Sablet
Sablet é uma comuna francesa na região administrativa da Provença-Alpes-Costa Azul, no departamento de Vaucluse. Estende-se por uma área de 11,1 km². Em 2010 a comuna tinha 1 347 habitantes (densidade: 121,4 hab./km²).